# 刁敏謙
刁 敏謙（ちょう びんけん）は中華民国の学者・ジャーナリスト・外務官僚。字は徳仁。兄に外交官の刁作謙。

## 事績
幼年時代に父に従ってホノルルに移る。その後帰国して上海の私立聖ヨハネ大学で学び、卒業後はイギリスに留学し、ロンドン大学で法学博士の学位を取得した。まもなく駐イギリス公使館編纂員として登用されている。
1916年（民国5年）に帰国し、公立北京清華学校教授に任命され、翌年には北京の英文紙『導報』の総編輯となっている。1919年（民国8年）に清華学校教授に戻り、その翌年には国際連盟中国代表団専門員に任ぜられた。1921年（民国10年）、ワシントン会議中国代表団秘書を務める。翌年帰国して、北京政府の外交部で任用され、中俄（中ソ）会議議事宜督弁公署科長、中国法権調査委員会秘書、関税特別会議籌備処会弁などを歴任し、また、雑誌『中国社会和政治科学評論』の総編輯となっている。
1929年（民国18年）からは国民政府でも任用され、外交部参事、同部情報司司長を歴任した。1932年（民国21年）4月、僑務委員会僑務管理処処長に任ぜられたが、僅か1月で辞任、北平で弁護士を開業した。1933年（民国22年）8月、カナダで開催された第4回太平洋問題調査会に中国代表として参加している。同年末に外交部特別宣伝委託を任せられ、翌1934年（民国23年）に外交部顧問となった。
これ以降の具体的な動向、没年等は不詳である。著書に『中国国際条約義務論』などがある。